# Placonotus modestus
Placonotus modestus is een keversoort uit de familie dwergschorskevers (Laemophloeidae). De wetenschappelijke naam van de soort werd in 1825 gepubliceerd door Thomas Say.